# 1939 في العراق
فيما يلي قوائم الأحداث التي وقعت خلال عام 1939 في العراق.

## سياسة

### تعيين في المنصب
- 20 سبتمبر – جلال بابان وزير الأشغال والمواصلات ‏.

## مواليد

### يناير
- 1 يناير – أسامة التكريتي سياسي عراقي.
- 1 يناير – أوميد مدحت مبارك طبيب ووزير صحة عراقي 1989 - 2003.
- 1 يناير – جواد مجيد العبيدي باحث اكاديمي واستاذ جامعي عراقي اكتشف بعض اللقاحات الخاصة بالحيوانات في علم الأحياء المجهرية سميت بأسمه.
- 1 يناير – رزاق محمود الحكيم شاعر عراقي - جزائري.
- 1 يناير – زهير غازي زاهد شاعر وأستاذ جامعي عراقي.
- 1 يناير – سالم توفيق النجفي كاتب ومؤلف في علم الاقتصاد.
- 1 يناير – صاحب حداد مخرج عراقي.
- 1 يناير – طاهر محمد حسون المرزوق
- 1 يناير – عامر محمد رشيد
- 1 يناير – عبد الحميد عبد العزيز الصائغ
- 1 يناير – عبد الله الجبوري شاعر عراقي.
- 1 يناير – عربية توفيق لازم مذيعة عراقية.
- 1 يناير – غسان موسى كاظم طبيب وجراح عيون.
- 1 يناير – كمال الحديثي شاعر وصحفي عراقي.
- 1 يناير – لطفية الدليمي كاتبة ومؤلفة عراقية ناشطة في حقوق المرأة.
- 1 يناير – محمد جواد الغبان شاعر عراقي.
- 1 يناير – محمد مھدي الآصفي سياسي عراقي.
- 1 يناير – محمود سعيد كاتب أمريكي.
- 1 يناير – نداء كاظم
- 1 يناير – نزار الطبقجلي
- 1 يناير – وجدان علي مؤرخة فن أردنية.
- 1 يناير – وليد الأعظمي شاعر وخطاط ومؤرخ وداعية إسلامي.

### مارس
- 1 مارس – عدنان القيسي

### مايو
- 12 مايو – جلال دباغ سياسي عراقي.

### يوليو
- 1 يوليو – سعدي طعمة عباس عسكري ووزير عراقي سابق.
- 1 يوليو – محمد باقر الحكيم سياسي عراقي.
- 8 يوليو – عبد الحميد شرف
- 23 يوليو – سلمى الراضي

### سبتمبر
- 13 سبتمبر – روبن غوش ملحن بنغلاديشي.
- 19 سبتمبر – ذو النون الأطرقجي شاعر عراقي.

### نوفمبر
- 18 نوفمبر – زكية إسماعيل حقي قاضية وعراقية حقوقية كردية.

### ديسمبر
- 11 ديسمبر – طه عبد الكريم
- 15 ديسمبر – جمال برزنجي رجل أعمال من الموصل.

## وفيات

### يناير
- 1 يناير – جواد القزويني (مواليد 1880) فقيه مسلم وشاعر عراقي.
- 1 يناير – عبد المهدي الأعرجي (مواليد 1903) شاعر عراقي.
- 1 يناير – محسن الجواهري (مواليد 1878) عالم مسلم شيعي وشاعر عراقي.
- 1 يناير – مهدي الحجار (مواليد 1900) فقيه شيعي وشاعر عراقي.

### أغسطس
- 15 أغسطس – ضاري السعدون (مواليد 1868)